# Marston St. Lawrence
Marston St. Lawrence est une paroisse civile et un village du Northamptonshire, en Angleterre.